# Urugwaj na Letnich Igrzyskach Paraolimpijskich 2008
Urugwaj na Letnich Igrzyskach Paraolimpijskich reprezentowało 3 zawodników.

## Kadra

### Lekkoatletyka
- Clicio Barsellios
- Alvaro Perez

### Judo
- Henry Borges